# David Roberts (Diplomat)
Sir David Arthur Roberts, KBE, CMG, CVO (* 8. August 1924; † 7. Juni 1987) war ein britischer Diplomat, der unter anderem von 1971 bis 1973 Hochkommissar in Barbados, zwischen 1973 und 1976 Botschafter in Syrien, von 1976 bis 1977 Hochkommissar in Sierra Leone, zwischen 1977 und 1981 Botschafter in den Vereinigten Arabischen Emiraten sowie zuletzt von 1981 bis 1983 Botschafter im Libanon war.

## Leben
David Arthur Roberts, Sohn des Geistlichen Reverend T. A. Roberts, absolvierte nach dem Besuch an der bereits vor 1384 gegründeten Hereford Cathedral School ein Studium am Jesus College der University of Oxford. Er nahm als Angehöriger der Panzertruppe (Royal Armoured Corps) am Zweiten Weltkrieg teil. 29. Dezember 1947 trat er als Beamter in den diplomatischen Dienst (Officer Branch A HM Diplomatic Service) des Außenministeriums (Foreign Office) ein und fand zunächst Verwendungen im Außenministerium sowie an den Auslandsvertretungen im Irak und Japan. Er wurde am 16. Juni 1953 Vizekonsul in Alexandria sowie am 1. Januar 1956 Konsul in Khartum. Nach weiteren Verwendungen wurde er am 6. Mai 1963 Konsul in Damaskus und fungierte zwischen 1963 und 1966 als Kanzler der Botschaft in der Syrischen Arabischen Republik.
Roberts fungierte zwischen 1966 und 1968 als Politischer Agent in Dubai, zu der Zeit ein Teil der Vertragsstaaten an der Südküste des Persischen Golfes, sowie im Anschluss im Außenministerium von 1968 bis 1971 als Leiter des Referats Liegenschaften (Head of Accommodation Department, Foreign and  Commonwealth Office). Als Nachfolger von John S. Bennett übernahm er daraufhin 1971 den Posten als Hochkommissar in Barbados und übte diesen bis 1973 aus, woraufhin Charles Stuart Roberts seine dortige Nachfolge antrat. Anschließend wurde er am 2. Oktober 1973 nach der Wiederaufnahme der diplomatischen Beziehungen, die seit dem Sechstagekrieg von 1967 unterbrochen waren, Botschafter in Syrien, und bekleidete diese Funktion bis zu seiner Ablösung durch James Craig 1976. Für seine Verdienste in dieser Zeit wurde er am 14. Juni 1975 Companion des Order of St Michael and St George (CMG).
1976 trat David Roberts die Nachfolge von Ian Watt als Hochkommissar in Sierra Leone an, wurde jedoch bereits 1977 von Michael Morgan wieder abgelöst. Er selbst kehrte stattdessen an den Persischen Golf zurück und löste Donal McCarthy als Botschafter in den Vereinigten Arabischen Emiraten ab. Dieses Amt bekleidete er bis 1981 und wurde daraufhin von Harold Berners Walker abgelöst. Für seine Verdienste wurde er am 26. Februar 1979 zum Commander des Royal Victorian Order (CVO) ernannt. Zuletzt trat er am 17. Mai 1981 die Nachfolge von Benjamin Strachan als Botschafter im Libanon an und verblieb auf diesem Posten bis zu seinem vorzeitigen Ausscheiden aus dem diplomatischen Dienst 1983, woraufhin Sir David Miers sein dortiger Nachfolger wurde. In dieser Verwendung wurde er am 1. Januar 1983 zum Knight Commander des Order of the British Empire (KBE) geschlagen und führte seither den Namenszusatz „Sir“.
Nach seinem Eintritt in den Ruhestand bekleidete Roberts zwischen 1983 und 1985 die Funktion des Generaldirektors der Gesellschaft für den Mittleren Osten (Middle East Association) und wurde 1985 Ehrenmitglied (Honorary Fellow) des Zentrums für Mittelost- und Islamstudien (Centre for Middle Eastern and Islamic Studies) der University of Durham. Zuletzt war er von 1986 bis zu seinem Tode 1987 die Funktion des Vorsitzenden der Gesundheitsbehörde der Grafschaft Herefordshire.

## Veröffentlichungen
- Journey from Baghdad, Doubleday, New York, 1969
- The Ba’th and the Creation of Modern Syria, Palgrave, 1987. ISBN 0-312-06948-0
- A quick guide to Christianity, Vangrave Press, New York, Neuauflage 1992